# Robert Arzumanyan
Robert Arzumanyan (født 24. juli 1985) er en armensk tidligere professionel fodboldspiller, der sidst spillede for FC Amkar Perm. Han spillede også centralt forsvar på det armenske landshold, hvor han nåede 74 landskampe og scorede 5 mål siden sin debut i venskabskampen mod Kuwait den 18. marts 2005. Han scorede sit første landskampsmål for Armenien i en kamp mod Kasakhstan.
Undervejs i sin karriere spillede i perioden 2008-2011 for den danske klub Randers FC, hvor han fik 34 kampe.